# 常倉十紀二
常倉 十紀二（ときくら ときじ、本名：利倉 十紀二（としくら ときじ）、1948年〈昭和23年〉1月28日 - 2003年〈平成15年〉8月16日）は東京都足立区出身の放送作家、ラジオパーソナリティー。通称：トキちゃんと呼ばれて親しまれていた。

## 人物
日本大学商学部卒業後、パイロットになるためハワイ大学に留学したが半年で中退した。
その後は放送作家として活躍していたが、後にニッポン放送をメインにラジオ番組のパーソナリティーや、テレビの情報番組などに出演して活動する様になる。明るいキャラクターを活かした親しみのある軽快なトークが印象的で、口とあごにヒゲを蓄えた顔付きが自身のトレードマークにもなっていた。
ニッポン放送は、毎週土曜日の朝6時から新番組として「目覚ましかぼちゃモーニング」を1989年4月からスタートさせ、メインパーソナリティーとして常倉を起用する。番組は人気を得るようになり、1998年3月28日の終了まで9年間に渡り放送された。
番組のアシスタントや局アナウンサー、常連リスナーなどからは通称『トキちゃん』と呼ばれ、人気を得て親しまれていた。
目覚ましかぼちゃモーニングで、1990年4月から2代目アシスタントとなる清水由貴子との軽快なトークが好評を博し、トキちゃん・ユッコの愛称で親しまれた。この2人のコンビは、清水が番組を降板する1995年3月まで5年間続いた。
その後もフリーとして精力的に活躍してきたが、2003年8月16日に脳出血のため死去、55歳没。

## エピソード
2007年11月24日に除幕された「後藤新平伯と少年立像」について、この少年立像は当時ボーイスカウト東京57団に在籍していた常倉がモデルになっている。
この像は1960年代、現在の岩手県奥州市水沢区内東側に位置する羽黒山の公園化構想に伴い製作された。その後は後藤新平生誕150年記念に併せて鉄道広軌化に尽くした後藤の銅像を、羽黒山西隣に面した新幹線水沢江刺駅に移転・除幕したものである。
- 目覚ましかぼちゃモーニングのパーソナリティーを担当していた1995年に、シャルマン水野[5]から番組とのタイアップ製品『おちゃめ茶』という健康茶が発売されていた時期がある。商品のパッケージには常倉の顔イラストが描かれており、ラジオコマーシャルは常倉本人が担当している[6]。番組内でもこのおちゃめ茶のPRを積極的に行っていた時期もあった。
- 気象予報士の山口良子との会話を毎回楽しみにしており、また常倉は個人的にもお気に入りだったらしく、山口を「日本気象協会のチーフ」と称えている。

## ラジオ出演
- 高嶋ひでたけのお早よう!中年探偵団
- 目覚ましかぼちゃモーニング
- トキちゃんの今日もいい朝!
- 激突!あごはずしショー[7]
- 峰竜太のナンデモアルキメデス[8]
- トキちゃんの私をレジャーに連れてって[9]
- トキちゃんのアミューズメントワールド[10]

## テレビ出演
- 気になるパンプキン（HBCテレビ、1997年1月6日 －1997年7月[11]） [12]